# Myzostoma elegans
Myzostoma elegans is een ringworm uit de familie Myzostomatidae.
Myzostoma elegans werd in 1877 voor het eerst wetenschappelijk beschreven door Graff.